# 上下文交換
上下文交換（英語：context switch），又稱環境切換，電腦術語，是一個儲存和重建CPU的狀態（上下文），因此令多個进程（process）可以分享單一CPU資源的計算過程。要交換CPU上的进程時，必須先行儲存目前进程的狀態，再將欲執行的进程之狀態讀回CPU中。 

## 开销
上下文切换通常是计算密集型的，操作系统中的许多设计都是针对上下文切换的优化。在进程间切换需要消耗一定的时间进行相关的管理工作——包括寄存器和内存映射的保存与读取、更新各种内部的表等等。处理器或者操作系统不同，上下文切换时所涉及的内容也不尽相同。比如在Linux内核中，上下文切换需要涉及寄存器（register）、栈指针（stack pointer）、程序计数器（program counter）的切换，但和地址空间的切换无关（虽然进程在进行上下文切换时也需要做地址空间的切换）。用户态线程之间也会发生类似的上下文切换，但这样的切换非常轻量。

## 交換时机
有三種可能的情況會發生上下文交換，分別為：

### 多工
最常見的，在一些排程（scheduling）算法內，其中行程有時候需要暫時離開CPU，讓另一個行程進來CPU運作。在先佔式多工系統中，每一個行程都將輪流執行不定長度的時間，這些時間段落稱為时间片。如果行程並非自願讓出CPU（例如執行I/O操作時，行程就需放棄CPU使用權），當時限到時，系統將產生一個定時中斷，作業系統將排定由其它的行程來執行。此機制用以確保CPU不致被較依賴處理器運算的行程壟斷。若無定時中斷，除非行程自願讓出CPU，否則該行程將持續執行。對於擁有較多I/O指令的行程，往往執行不了多久，便需要讓出CPU；而較依賴處理器的行程相對而言I/O操作較少，反而能一直持續使用CPU，便形成了壟斷現象。

### 中斷處理
在接受到中斷（Interrupt）的時候，CPU根據Interrupt種類決定是否要進行上下文交換。

### 用戶态或者内核态的交換
當用戶態和内核态交換發生的時候，並不需要進行上下文交換；並且用戶態和kernel mode的交換本身並不是一個上下文交換。不過，根據作業系統的不同，有時候會在此時進行一次上下文交換的步驟。

## 上下文交換：具體步驟
在一次交換中，第一個行程的狀態要被紀錄在某個地方，這樣當排程器（scheduler）要回到這個行程時，才可以重建這個行程並且繼續運算。
這裡所謂「行程的狀態」，包含了這個行程使用的所有暫存器（register），特別是程式計數器；加上所有作業系統可能需要的特定資料。這些資料一般以名為行程控制表（process control block，PCB）的資料結構儲存起來。

## 上下文交換：由軟體或硬體實現
上下文交換主要由軟體實現或由硬體實現。部分中央處理器，比如Intel 80386或同系列更高階的處理器，就具備支持上下文交換的硬體設計。

## 外部連結
- Context Switching（页面存档备份，存于） - at OSDev.org
- Context Switch Definition - by The Linux Information Project (LINFO)
- Context Switches - from the Microsoft Developer Network (MSDN)